# Lycoming O-320
Le Lycoming O-320 désigne une famille de 92 moteurs d'avion fabriqués par Lycoming Engines. 
Atmosphériques, à 4 cylindres à plat, ce moteur est utilisé sur des avions légers tels que le C172 ou le PA-28. Les différentes variantes vont de 150 ch à 160 ch. Le nom du moteur vient de sa configuration : le O pour opposed et 320 car sa cylindrée est de 320 pouces cubes (5.24 L),.

## Spécifications (O-320-A1A)[3]

### Caractéristiques
- Type : 4 cylindre à plat, refroidissement par air
- Alésage : 130,18 mm (5,125 pouces)
- Course : 98,43 mm (3,875 pouces)
- Cylindrée : 5,24 L
- Poids à sec : 111 kg

### Composants
- Distribution : 2 soupapes en tête par cylindre
- Carburation : Carburateur
- Type d'essence : minimum 80/87 avgas
- Refroidissement : par air

### Performances
- Puissance en sortie : 150 ch (112 kW)
- Taux de compression : 7:1
- Rapport poids-puissance : 0.99 kW/kg

## Utilisation
Il est utilisé par :
- ADI Sportster
- Aero Boero AB-180
- Aero Boero AB-95
- Aerotec Uirapuru
- Alon A-4
- Alpha 2000
- Aubert Cigale
- Aviamilano F.8L Falco
- Aviamilano P.19 Scricciolo
- Beagle Pup
- Bede BD-4
- Beechcraft Musketeer
- Blackshape Gabriél
- Cessna 172
- Edgley Optica
- Elmwood Christavia Mk.IV
- ERCO Ercoupe
- Farrington Twinstar
- Fuji FA200 Aero Subaru
- Gulfstream American GA-7 Cougar
- Partenavia Oscar
- Partenavia P.57 Fachiro
- Piper PA-20 Pacer
- Piper PA-23 Apache
- Piper PA-28
- Quikkit Glass Goose
- Robin DR-400
- Robin R 2160
- Robinson R22
- Rutan Defiant
- Rutan VariViggen
- Saab MFI-15 Safari
- Socata TB-9
- Stits-Besler Executive
- Stits SA-11A Playmate
- Taylor Aerocar
- Van's Aircraft RV-3
- Van's Aircraft RV-4
- Wag-Aero CHUBy CUBy
- Wing Derringer